# Dereniowate
Dereniowate (Cornaceae) – rodzina roślin z rzędu dereniowców. Obejmuje dwa rodzaje – alangium Alangium i dereń Cornus – z ponad 100 gatunkami. Rośliny te występują głównie na półkuli północnej, poza tym w różnych obszarach wszystkich kontynentów – w Ameryce Południowej w Andach, w Afryce środkowej i w północnym Madagaskarze, we wschodniej Australii i na wyspach Oceanii. Owoce derenia jadalnego spożywane są w formie soków i lemoniad. Liczne gatunki dereni sadzone są jako ozdobne. Z rodzaju alangium Alangium gatunek Alangium salviifolium wykorzystywany w Indiach do celów leczniczych. Niektóre inne gatunki bywają uprawiane jako ozdobne.

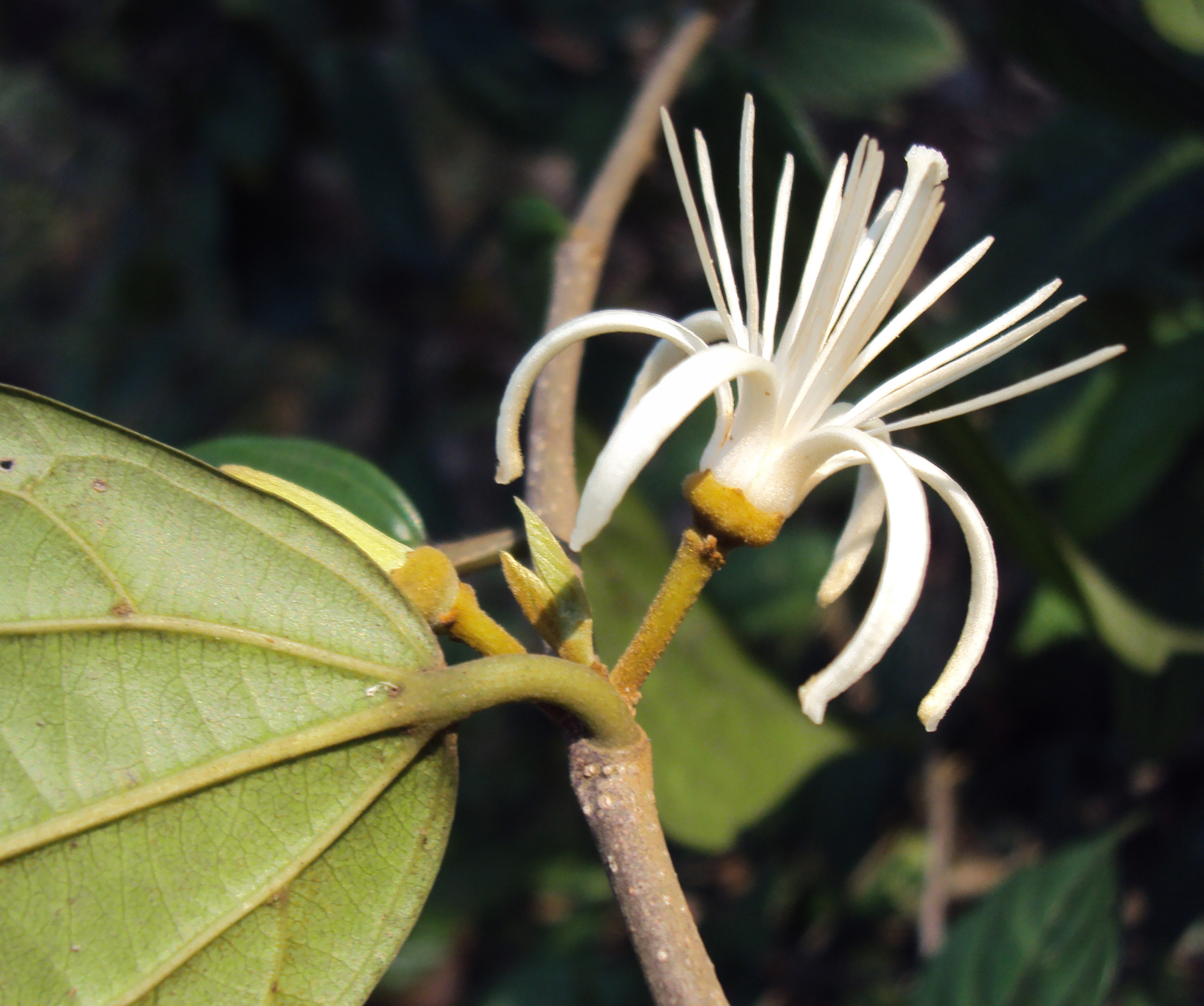
Alangium salvifolium

## Morfologia
PokrójDrzewa i krzewy, rzadko rośliny zielne (opisywane też jako kłączowe półkrzewy). Rośliny z włoskami jednokomórkowymi w kształcie litery T.
LiścieNaprzeciwległe (Cornus) lub skrętoległe (Alangium), zwykle całobrzegie, bez przylistków.
KwiatyZwykle 4-krotne (rzadko 10-krotne), obupłciowe. Zebrane są w wierzchotki i główkowate baldachy (Cornus) lub rozgałęzione wiechy (Alangium). U dereni wsparte są one 4 do 6 liśćmi przykwiatowymi. Kielich jest drobny, zresztą płatki korony też niezbyt okazałe. Liczba pręcików równa liczbie płatków, nadlegle których wyrastają. U Alangium liczba pręcików bywa zwielokrotniona, a wówczas też nitki pręcików są długie. Zalążnia jednokomorowa, powstaje z 1 do 4 owocolistków. Szyjka słupka zwykle krótka, rzadko długa. Znamię ucięte lub główkowate, suche.
OwocePestkowce różnej barwy (białe, czerwone, niebieskie do czarnych), zwykle z jednym lub dwoma nasionami.

## Systematyka
Pozycja systematyczna
Jeszcze w systemie APG III z 2009 ujęcie rodziny było szerokie i obejmowała ona też podrodzinę Nyssoideae Arnott, która w systemie APG IV (2016) została wyodrębniona w randze rodziny błotniowatych Nyssaceae w tym samym rzędzie dereniowców Cornales. W systemie Takhtajana z 2009 rodzina obejmowała tylko rodzaj Cornus, ale podzielony na cztery rodzaje (poza Cornus, także Swida, Afrocrania i Cynoxylon). W systemie Reveala (1994–1999) poza rodzajem Cornus i wyodrębnionym z niego Afrocrania, zaliczone tu były Camptotheca i Diplopanax (współcześnie w błotniowatych Nyssaceae).
Relacja filogenetyczne przedstawione według APweb: 
|  | Grubbiaceae  |
|  |              |
|  | Curtisiaceae |
|  |              |

|  | Loasaceae – ożwiowate         |
|  |                               |
|  | Hydrangeaceae – hortensjowate |
|  |                               |

|  | Grubbiaceae  |
|  |              |
|  | Curtisiaceae |
|  |              |

|  | Loasaceae – ożwiowate         |
|  |                               |
|  | Hydrangeaceae – hortensjowate |
|  |                               |

|  | Grubbiaceae  |
|  |              |
|  | Curtisiaceae |
|  |              |

|  | Loasaceae – ożwiowate         |
|  |                               |
|  | Hydrangeaceae – hortensjowate |
|  |                               |

|  | Grubbiaceae  |
|  |              |
|  | Curtisiaceae |
|  |              |

|  | Loasaceae – ożwiowate         |
|  |                               |
|  | Hydrangeaceae – hortensjowate |
|  |                               |

Podział rodziny na rodzaje
- Alangium Lam. – alangium
- Cornus L. – dereń